# Baruch Lanner
Pour les articles homonymes, voir Lanner.
Baruch S. Lanner (né le 20 octobre 1949) est un rabbin orthodoxe américain reconnu coupable d'abus sexuels sur des enfants.

### Affaire
En 2000, une série d'enquêtes publiée dans The Jewish Week démontre que Baruch Lanner a abusé physiquement et sexuellement des jeunes pendant des décennies. Baruch Lanner démissionne le lendemain de sa publication.
Une enquête est menée par l'Union orthodoxe. Le comité d'enquête, dirigé par le président de l'époque de la Hillel International, Richard Joel, dépense plus d'un million de dollars pour interroger plus de 140 personnes et publie un rapport de 330 pages détaillant les abus. Le rapport montre que Lanner a abusé physiquement, sexuellement et émotionnellement de dizaines d'adolescents, y compris en caressant des filles et en mettant des garçons à genoux entre ses cuisses ; les abus ont commencé en 1970.
À la suite du rapport, le vice-président-exécutif de l'Union orthodoxe, le rabbin Raphael Butler, démissionne : il est critiqué pour ne pas avoir donné suite à des plaintes antérieures.
Lanner est reconnu coupable en 2002 d'avoir abusé sexuellement de deux adolescentes qui fréquentaient l'école religieuse où il était directeur, et est condamné à sept ans de prison.
La cour d'appel rejette l'accusation de mise en danger d'enfants en 2005.
Il est libéré sur parole le 10 janvier 2008 et obtient une libération conditionnelle de quatre ans.

## Conséquences
Un deuxième rapport commandé en 2001 par l'OU révèle que les abus ont été ignorés pendant des décennies, malgré de multiples plaintes, et que de « profondes erreurs de jugement » ont été commises,. Le cas a été décrit comme « bien médiatisé » et constitue un « tournant décisif dans la façon dont la communauté orthodoxe aborde les abus sexuels ».
En 2003, les membres du Beth Din qui avaient déjà enquêté sur Lanner en 1989, les rabbins Mordechai Willig, Yosef Blau et Aaron Levine, présentent leurs excuses aux victimes pour n'avoir pas agi pour arrêter les abus,.

## Tentative d'installation en Israël
En juin 2022, Lanner se rend en Israël sous couvert de tourisme et en profite pour demander la citoyenneté israélienne en vertu de la loi du retour. Le gouvernement israélien lui accorde alors un permis de séjour temporaire.
Le 19 juillet 2022, la ministre Ayelet Shaked annonce qu'Israël n'accorderait pas la citoyenneté à Lanner compte tenu de ses condamnations aux États-Unis.